# Кастельино, Франсиско
Франси́ско Кастельи́но (исп. Francisco Castellino; родился ок. 1890 года, дата смерти неизвестна) — уругвайский футболист, действовавший на позиции защитника. Чемпион Южной Америки 1916 года, трёхкратный чемпион Уругвая.

## Карьера
Начинал играть в футбол в 1908 году в любительской команде «Такуари», затем провёл один сезон в «Реформерс». С 1910 и до самого окончания карьеры выступал за «Насьональ». Кастельино использовали на правом краю обороны. В 1912, 1915 и 1916 годах его клуб становился чемпионом Уругвая. Всего за «больсос» он сыграл 134 матча.
Кастельино был также членом уругвайской национальной команды. С ней он принял участие в чемпионате Южной Америки в 1916 году. Уругвай выиграл титул.
Кроме того, Кастельино сыграл два матча в Кубке Монтевидео в 1912 году.

## Титулы
- Чемпион Уругвая (3): 1912, 1915, 1916
- Чемпион Южной Америки (1): 1916